# Dromeozauroid
Dromeozauroid (Dromaeosauroides) – rodzaj dinozaura gadziomiednicznego, teropoda z rodziny dromeozaurów. Zamieszkiwał tereny dzisiejszej Danii w epoce wczesnej kredy. Odkryto go w skałach formacji Jydegaard w Robbedale na wyspie Bornholm na Morzu Bałtyckim. Jest to prawdopodobnie jedyne miejsce w Danii, gdzie znaleziono szczątki nieptasiego dinozaura, jako że osady mezozoiczne pozostałej części terytorium Danii są pochodzenia morskiego. Dromaeosauroides jest pierwszym znanym dinozaurem z tego miejsca i jedynym, któremu jak dotąd nadano nazwę. Należy do najstarszych znanych dromeozaurów świata i jest pierwszym niekwestionowanym dromeozaurem wczesnej kredy z Europy.
Znany jest z dwóch zębów. Pierwszy z nich znaleziono w 2000, a kolejny w 2008. Bazując na tym pierwszym (a więc na holotypie), w 2003 nadano nazwę rodzajową i gatunkową Dromaeosauroides bornholmensis. Nazwa rodzajowa oznacza „przypominający dromeozaura” (rodzaj Dromaeosaurus Matthew & Brown, 1922; -οιδης -oidēs „przypominający” ), kierowano się tutaj podobieństwem zębów. Epitet gatunkowy oznacza „z Bornholmu”. Po tym odkryciu szczątki i ślady większej ilości dinozaurów zostały znalezione w kilku formacjach Bornholmu. Pewne zęby z Wielkiej Brytanii, które zaklasyfikowano do rodzaju Nuthetes, mogą również należeć do dromeozauroida. Koprolity zawierające pozostałości ryb z formacji Jydegaard również mógł pozostawić po sobie Dromaeosauroides.
Holotypowy ząb mierzy 21,7 mm. Drugi okaz mierzy 15 mm. Oba są zakrzywione, drobno ząbkowane. Za życia zwierzę mogło mierzyć od 3 do 4 m długości oraz ważyć około 40 kg. Jako dromeozauryd powinien być opierzony i posiadać duży, zakrzywiony jak sierp szpon na stopie, który występował u krewnych dromeozauroida, jak dromeozaur czy deinonych. Zauropsyd zamieszkiwał środowisko przybrzeżnych lagun wraz z zauropodami, na co wskazuje ząb należący prawdopodobnie do tytanozaura.

## Odkrycie

Na powyższej mapie Bornholm zaznaczono na czerwono. Należy on do Danii zaznaczonej na biało. Barwą szarą zaznaczono Skanię (należącą do Szwecji), jak i północną część Niemiec

Na terenie Skandynawii znaleziono kilka szczątków dinozaurów. Większa część kontynentalnej Danii nie jest regionem nadającym się do poszukiwań skamielin dinozaurów, gdyż osady pochodzące z ery mezozoicznej mają pochodzenie morskie. Buduje je kreda z mastrychtu. Znaleziono w nich skamieniałości zwierząt morskich niezaliczanych do dinozaurów, w tym mozazaurów i plezjozaurów. Osady mezozoiczne w Skanii należącej do Szwecji są znacznie bogatsze w skamieliny, także należące do dinozaurów. Duńska wyspa Bornholm leżąca na Morzu Bałtyckim była częścią tego samego lądu, co Skania, kontynentu skandynawsko-rosyjskiego, łączy je podobna budowa geologiczna. Południowo-zachodnia część wyspy to jedyne miejsce w Danii, gdzie znaleziono skamieliny nieptasich dinozaurów.
W ostatniej dekadzie XX wieku Fossil Project, rozwiązany w 2005, stworzony został przez grupę niezatrudnionych formalnie ludzi, którzy otrzymali fundusze od państwa duńskiego i Wspólnoty Europejskiej w celu utrzymania geologicznych stanowisk Bornholmu. Jedno z nich, „Carl Nielsen’s sandpit” w dolinie Robbedale, zalicza się do formacji Jydegaard. Formacja ta liczy sobie 140 milionów lat. Datuje się ją na późny berrias (lub ryazanian) w obrębie epoki wczesnokredowej. Fossil Project przesiewał piasek w tych miejscach, współpracując z centrum NaturBornholm, które wydobyło odkryte skamieliny. We wrześniu 2000 duńscy paleontolodzy Per Christiansen i Niels Bonde skierowali się ku temu miejscu, rozpoczynając „The Hunt for Danish Dinosaurs” („polowanie na duńskie dinozaury”). Podczas badań studentka geologii Eliza Jarl Estrup znalazła ząb teropoda, pierwszy ząb dinozaura znaleziony na terytorium Danii. Odkrycie zostało przedstawione przez lokalną stację telewizyjną.

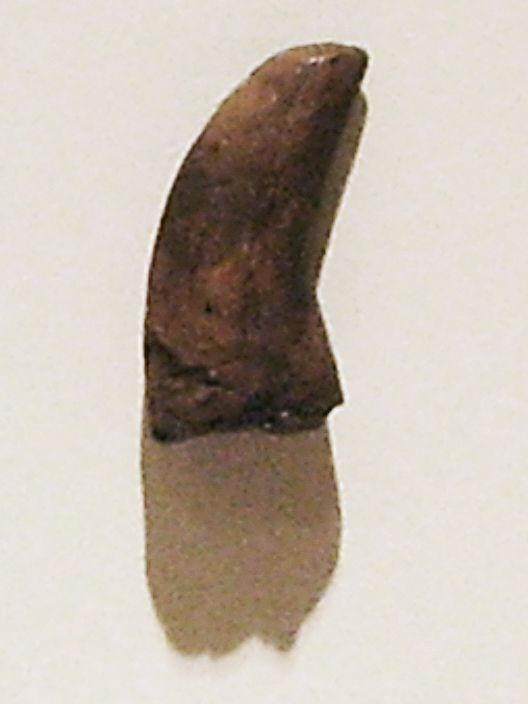
Odlew holotypu, Muzeum Geologiczne w Kopenhadze

Ząb zaprezentowano na 45. dorocznym spotkaniu Palaeontological Association w 2001, identyfikując go jako pozostałość dromeozauryda. W 2003 ząb, oznaczony jako MGUH 27218/DK 315, uczyniono holotypem gatunku Dromaeosauroides bornholmensis, nazwanego i opisanego przez Christiansena i Bonde. Nazwa rodzajowa odwołuje się do dromeozaura (Dromaeosaurus), z pochodzącą ze starożytnej greki końcówką -ides („przyjmujący kształt”), odnoszącą się do podobieństwa pomiędzy zębami obu taksonów. Epitet gatunkowy pochodzi od Bornholmu. Bonde i Christiansen spodziewali się, że pierwsze pochodzące z Danii szczątki nieptasiego dinozaura to zęby roślinożercy takiego jak „hipsylofodonty” czy Iguanodon. Byli zaskoczeni, gdy zamiast tego znaleźli ząb dromeozauryda, jako że stanowiły one rzadkość w formacjach kredy wczesnej. Roślinożercy są bardziej pospolici od mięsożerców. Ponieważ dromeozauryd wydawał się duży, oczekiwali oni, że giętkie kości, jak pazury, mogą być też znajdywane w przyszłości. Paleontolodzy nie spodziewali się odkryć kości większych dinozaurów w tej formacji, te prawdopodobnie znaleziono by już wcześniej, kiedy piasek eksploatowano komercyjnie. Mieli jednak nadzieję na znaleziska szczątków mezozoicznych ssaków. Holotypowy ząb posłużył do zilustrowania kilku książek i artykułów naukowych. Nazwano go „Danekræ” („duńskie stworzenie”, zgodnie z duńskim prawem muzealnym z 1990 chroniącym ważne skamieliny), kiedy jego znaczenie dla nauki potwierdziło Muzeum Geologiczne w Kopenhadze.

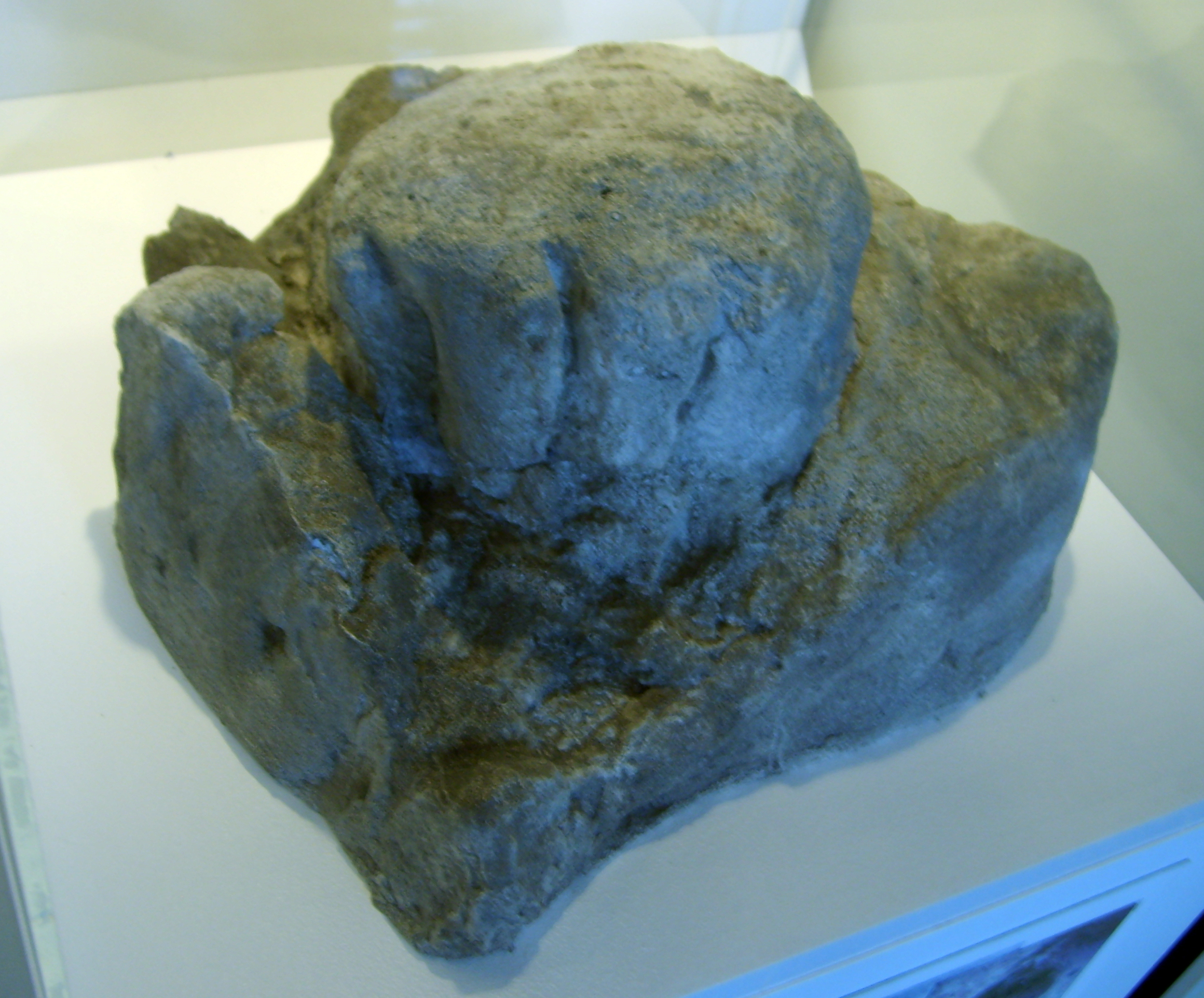
Odlew śladu tyreofora z Bornholmu w Kopenhadze

Latem roku 2008 strażnik Jens Kofoed znalazł kolejny ząb dromeozauryda. Okaz DK 559 znaleziony został w tym samym miejscu, co poprzedni, później przypisano go również do gatunku D. bornholmensis. Kofoed wyjaśnił, że odkrycie było zaskakujące, ponieważ przez lata bezskutecznie szukano w Danii szczątków dinozaurów, było to jak znalezienie igły w stogu siana. Drugi dromeozaurzy ząb został uznany za Danekræ przez Muzeum Historii Naturalnej Danii, w prasie porównywano zwierzęta do raptorów z filmu Park Jurajski. Zauważono jednak, że w przeciwieństwie do raptorów z filmu dromeozaurydy były opierzone.
Od odkrycia dremeozauroida na terenie wyspy Bornholm znaleziono dowody bytności większej liczby dinozaurów. W 2002 ząb, który uznano za należący niegdyś do młodego zauropoda z grupy tytanozaurów, znaleziono w skałach formacji Jydegaard. Odciski stóp zauropoda i tyreofora znaleziono w środkowojurajskiej formacji Bagå w 2005. W 2008 doniesiono o znalezieniu zębów nieokreślonego bliżej maniraptora i niewielkiego dromeozauryda z wczesnokredowej formacji Rabekke. W tym samym roku opisano także ślady zauropoda z tej samej formacji. W 2011 opisano odciski śladów zuropoda, tyreofora i teropoda z formacji Bagå. Doniesiono również o dolnojurajskich śladach z formacji Rønne na Bornholmie. Opisane w 2014, są najwcześniejszym dowodem aktywności dinozaurów w Danii. Ząb wieloguzkowca Sunnyodon znaleziony został w formacji Rabekke 10 lat wcześniej. Jest on z kolei pierwszym znanym nie tylko duńskim, ale w ogóle skandynawskim mezozoicznym ssakiem.
W 2012 Jesper Milàn i współpracownicy opisali 2 koprolity (sfosylizowany kał) zawierające rybie kości i łuski. Znalezisko pochodziło z formacji Jydegaard. Były to pierwsze takie skamieliny znalezione w kontynentalnych osadach mezozoicznych Danii. Choć zwierzęcia, którego jelita uformowały kał, nie można w sposób pewny zidentyfikować, żółwie morskie i dromeozaurydy takie jak Dromaeosauroides wydają się najbardziej prawdopodobnymi kandydatami.

## Budowa

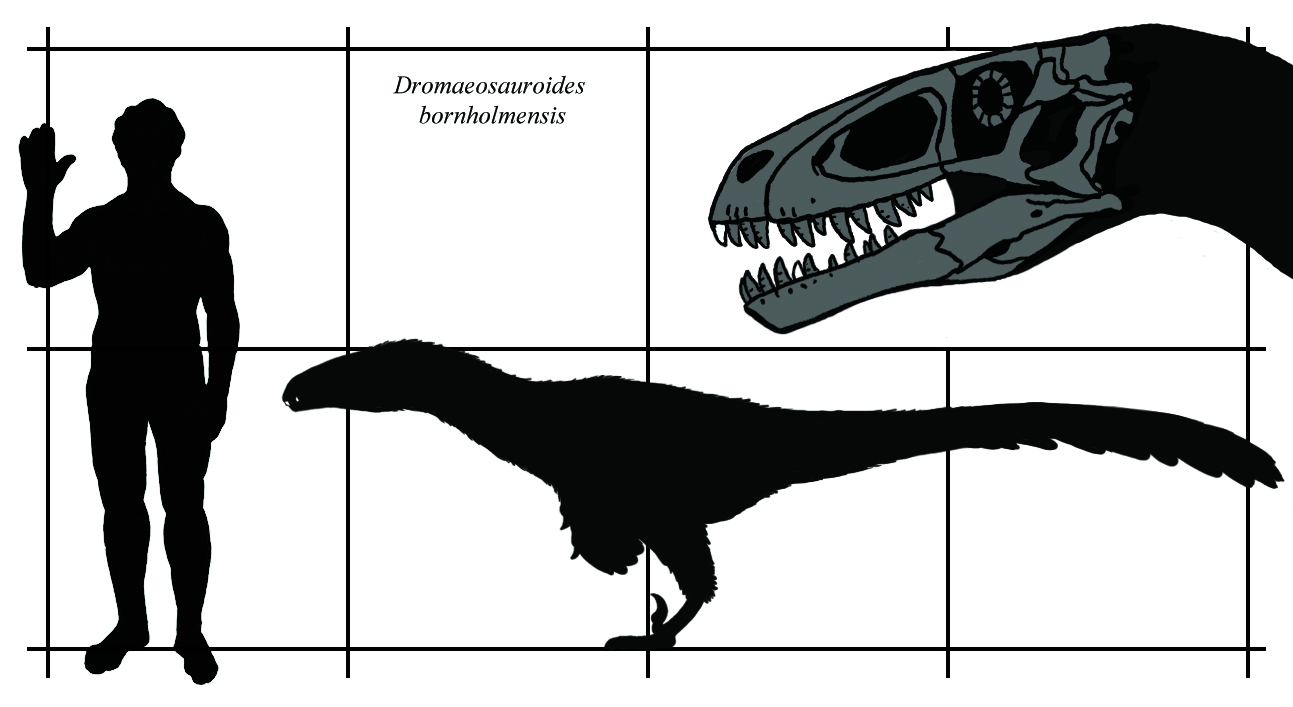
Porównanie wielkości dromeozauroida i człowieka. Zaznaczono znalezione fragmenty szkieletu dinozaura

Cechy wykorzystywane w celu identyfikacji zębów teropoda obejmują wielkość, proporcje, zakrzywienie korony oraz morfologię i ilość ząbków. Holotyp D. bornholmensis stanowi właśnie korona zęba o długości 21,7 mm, mierząca 9,7 mm w kierunku przednio-tylnym i 6,6 mm szerokości u podstawy. Przednia część zęba wykazuje zużycie. Wskazuje to, że ząb został zrzucony za życia zwierzęcia. Następnie dotknęły go procesy tafonomiczne. Podstawa zęba jest nieregularna, wobec czego za życia zwierzęcia mógł on być nieco dłuższy. Zakrzywienie i długość holotypowego zęba oraz długość jego tylnej krawędzi (tnącej) wskazują, że zajmował on miejsce na przedzie jamy ustnej.
Ząb jest zakrzywiony do tyłu, owalny w przekroju. Jego przednią i tylną krawędź zdobi drobne ząbkowanie, obejmujące dolne dwie trzecie obu krawędzi. Na 1 mm przypada 6 ząbków, z których każdy jest prostokątny i dłutowaty. Ogólny kształt zęba, jego długość i kształt w przekroju, jak też zakrzywienie przypominają zęby kości szczękowej czy żuchwy gatunku Dromaeosaurus albertensis z Ameryki Północnej. Nie występowały bruzdy (zbrocze) bądź były niewydatne, podobnie jak u dromeozaura. Różniło to te rodzaje od członków podrodziny Velociraptorinae. Dromaeosauroides różni się od Dromaeosaurus krawędzią tnącą przedniej strony zęba, położoną dalej od środka zęba. Ząb jest też większy, a ząbkowanie podobne, jednak ząbki były mniejsze, niż u dromeozaura, u którego tylko 13–20 ząbków przypadało na 5 mm, a nie 30, jak u dromeozauroida. Drugi znany ząb duńskiego zauropsyda jest mniejszy. Osiąga 15 mm. Ma jednak podobne cechy, co holotyp.
Holotypowy ząb jest o około 25% większy od odpowiadających mu zębów dromeozaura. W związku z tym długość ciała dromeozauroida szacuje się na 3 m bądź więcej, mógł osiągać 3–4 m długości. W wywiadzie Christiansen powiedział, że czaszka powinna mierzyć 35 cm długości, a całe zwierzę powinno ważyć pomiędzy 150 a 180 kg przez porównanie obu zwierząt. Jako dromeozauryd, Dromaeosauroides nosił wielki, zakrzywiony szpon o wielkiej ruchomości na drugim palcu stopy, jak jego krewni dromeozaur, welociraptor czy deinonych. Grupa ta wykazuje bardzo bliskie pokrewieństwo z ptakami i centrum NaturBornholm prezentuje mniej więcej naturalnych rozmiarów model dromeozuroida pokrytego piórami. Późniejsze znaleziska chińskie dobrze zachowanych upierzonych dinozaurów pokazały, że bliższy rzeczywistości model powinien mieć więcej piór i powinny one być dłuższe. Choć pewne niewielkie dromeozaurydy mogły posiadać zdolność lotu, nie byłoby to prawdopodobne dla zwierzęcia rozmiarów dromeozauroida.

## Systematyka

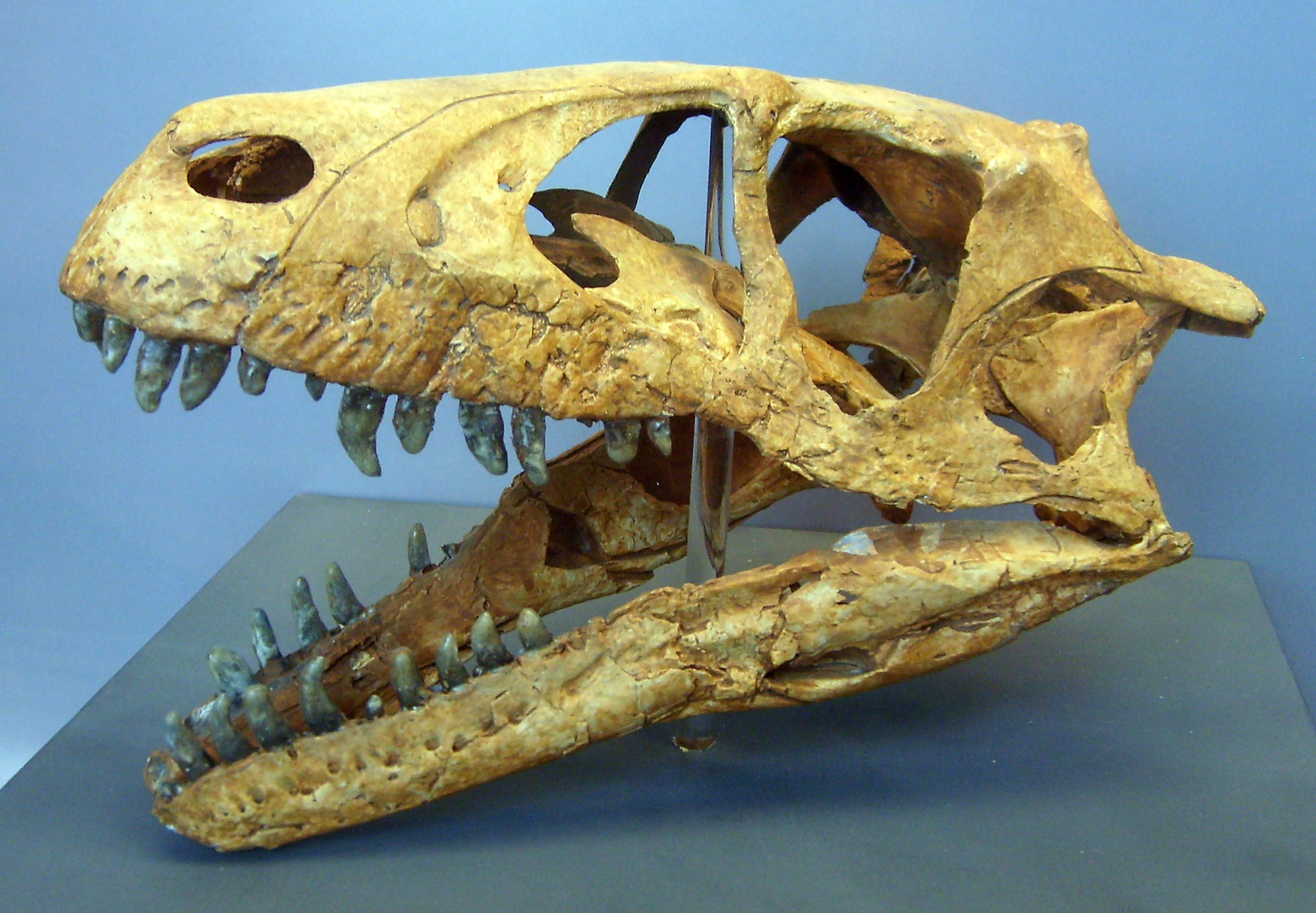
Odlew czaszki podobnego rodzaju, dromeozaura, Kopenhaga

Kilka cech zębów występuje wśród teropodów tylko u przedstawicieli rodziny dromeozaurów (dromeozaurydów). Dromaeosauroides zaliczono w obrębie wspomnianej rodziny do podrodziny Dromaeosaurinae z uwagi na podobieństwa do dromeozaura (Dromaeosaurus). Pomimo tych zbieżności duńskiego dinozaura nie zaliczono do tego samego rodzaju. Nie wydaje się też prawdopodobne, by ten rodzaj mógł przetrwać 60 milionów lat; Dromaeosauroides żył bowiem w kredzie wczesnej, dromeozaur zaś w kredzie późnej. Różnice pomiędzy ząbkami także wskazują na słuszność oddzielnej klasyfikacji.
Dromaeosauroides należy do najstarszych znanych dromeozaurydów świata. Jeszcze starsze szczątki tylko wstępnie zliczano do Dromaeosauridae. Dromaeosauroides jest więc pierwszym pewnym dromeozaurydem żyjącym we wczesnej kredzie na terenie Europy, jego status zależy też od klasyfikacji Nuthetes z Middle Purbeck z Brytanii (formacja ta może być nieco starsza od formacji Jydegaard). Nie ma też pewności, czy młodociany holotyp Nuthetes wykazuje cechy charakterystyczne dla dromeozaurydów. Duży okaz zaliczony do Nuthetes wydaje się należeć do właściwych dromeozaurów i może zaliczać się raczej do Dromaeosauroides, niż do Nuthetes. Okazy te mierzyły od 15 do 18 mm.
Niektórzy naukowcy nazywają Dromaeosauroides mianem nieokreślonego dromeozaura. Bonde odpowiedział na to, że rozpatrywane zęby różnią się od właściwych innym dromeozaurom wczesnej kredy (jak też późniejszym członkom grupy, w tym dromeozaurowi) i takson powinien być uznany za pewny. Powiedział też, że naukowcy ci uwzględniają nieprawidłowe dane na temat miejsca znalezienia szczątków, warstwy geologicznej i wieku znaleziska, a okoliczności nazwania dromeozauroida nie odbiegają od towarzyszących tworzeniu innych taksonów bazujących na zębach.

## Paleoekologia

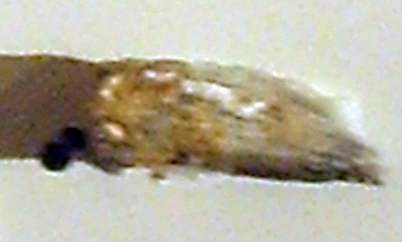
Prawdopodobny ząb Pholidosaurus z formacji Robbedale

Obecnie jedynie róg formacji Jydegaard jest odkryty, pozostała część natomiast – zarośnięta. Formacja Jydegaard należy do grupy Nyker, obejmującej 3 formacje geologiczne (Rabekke, Robbedale i Jydegaard), datowane na wieki od berriasu do walanżynu we wczesnej kredzie. Formację Jydegaard budują osady pochodzące z nadmorskich lagun wypełnionych wodą słodką lub brachiczną. Oprócz dromeozauroida znaleziono tam szczątki prawdopodobnie tytanozaura, rekina z rodziny Hybodontidae, ryb Lepidotes i Pleuropholis, żółwi, jaszczurek, krokodyla Pholidosaurus oraz cienkie fragmenty kości ptaka lub pterozaura. W leżących poniżej osadach obficie występuje małż Neomiodon (Neomiodon Bed). Wskazuje to na masowe umieranie, być może z powodu toksyn produkowanych przez bruzdnice.
Ryby i małże znaleziono w glinie powstałej prawdopodobnie w lagunie, a dinozaury i jaszczurki w piasku leżącym prawdopodobnie na lądzie, być może na plaży, żółwie i krokodyle znaleziono w obu miejscach. Ślimaki słodkowodne znaleziono w glinie pozostałej być może po płytkich, wysychających jeziorkach za piaskiem oddzielającym lagunę od morza, w otoczeniu przypominającym Florida Keys bądź południowo-zachodnie wybrzeża Jutlandii. Dinozaury być może żerowały w tym miejscu, korzystając z pozostałości roślin i niewielkich zwierząt lądowych, teropody mogły polować wzdłuż brzegu. Bornholm i Skania wydają się być jedynymi miejscami, gdzie znaleziono pozostałości skandynawsko-rosyjskiej fauny z wczesnej kredy. Dalsze badania mogą wyjaśnić, czy pokrewieństwo łączy ją z fauną europejską, czy też azjatycką.
Bazując na prawdopodobnych koprolitach dromeozaryda z formacji Jydegaard zawierających szczątki łusek ryby Lepidotes, Milàn i współpracownicy spekulowali, że pewne dromeozaurydy potrafiły łapać ryby powiększonym, zakrzywionym szponem na drugim palcu stopy, w sposób podobny do zaproponowanego dla barionyksa, używającego swego szponu na kciuku jak oszczepu. Większy z tych koprolitów wykazuje też dowód na istnienie koprofagów.